# Culpinia crenulata
Culpinia crenulata är en fjärilsart som beskrevs av Butler 1878. Culpinia crenulata ingår i släktet Culpinia och familjen mätare. Inga underarter finns listade i Catalogue of Life.